# Jogos Sul-Asiáticos
Os Jogos Sul-Asiáticos são um evento multiesportivo realizado desde 1984 pela Associação dos Jogos da Ásia Oriental, vinculada ao Conselho Olímpico da Ásia. Atualmente ocorrem a cada quatro anos.

## Países participantes

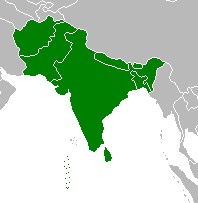
Países participantes.

Participam ou já participaram das edições dos Jogos, oito nações. A delegação afegã fez sua estreia na edição de 2004 e com duas aparições ultrapassou Butão e Maldivas no quadro de medalhas:
- Afeganistão
- Bangladesh
- Butão
- Índia
- Maldivas
- Nepal
- Paquistão
- Sri Lanka

## Edições
| Ano             | Cidade-sede                  | Países | Modalidades |
| --------------- | ---------------------------- | ------ | ----------- |
| 1984 (detalhes) | NEP Nepal Katmandu           | 7      | 5           |
| 1985 (detalhes) | BAN Bangladesh Daca          | 7      | 7           |
| 1987 (detalhes) | IND Índia Calcutá            | 7      | 10          |
| 1989 (detalhes) | PAK Paquistão Islamabad      | 7      | 10          |
| 1991 (detalhes) | SRI Sri Lanka Colombo        | 7      | 10          |
| 1993 (detalhes) | BAN Bangladesh Daca          | 7      | 11          |
| 1995 (detalhes) | IND Índia Chennai            | 7      | 13          |
| 1999 (detalhes) | NEP Nepal Katmandu           | 7      | 12          |
| 2004 (detalhes) | PAK Paquistão Islamabad      | 8      | 20          |
| 2006 (detalhes) | SRI Sri Lanka Colombo        | 8      | 20          |
| 2010 (detalhes) | BAN Bangladesh Daca          | 8      | 23          |
| 2013 (detalhes) | IND Índia Deli               |        |             |
| 2014 (detalhes) | NEP Nepal Katmandu           | 8      | 23          |
| 2016 (detalhes) | IND Índia Guwahati e Shilong |        |             |

## Modalidades
Já foram ou são disputadas 22 modalidades esportivas nos Jogos:
| - Atletismo - Badminton - Basquetebol - Boxe - Caratê - Ciclismo - Futebol - Halterofilismo | - Hóquei sobre grama - Judô - Kabaddi - Levantamento de peso - Natação - Lutas - Remo | - Squash - Taekwondo - Tênis de mesa - Tiro - Tiro com arco - Voleibol - Wushu |

## Quadro geral de medalhas
| Ordem | País        | Medalha de ouro | Medalha de prata | Medalha de bronze |       |
| ----- | ----------- | --------------- | ---------------- | ----------------- | ----- |
| 1     | Índia       | 811             | 505              | 276               | 1 592 |
| 2     | Paquistão   | 253             | 355              | 339               | 947   |
| 3     | Sri Lanka   | 152             | 221              | 344               | 717   |
| 4     | Nepal       | 65              | 103              | 248               | 416   |
| 5     | Bangladesh  | 49              | 131              | 291               | 471   |
| 6     | Afeganistão | 7               | 10               | 44                | 61    |
| 7     | Butão       | 2               | 13               | 35                | 50    |
| 8     | Maldivas    |                 | 1                | 7                 | 8     |
| TOTAL | TOTAL       | 1 339           | 1 339            | 1 584             | 4 262 |